# Кім У Джін (співак)
Кім У Джін (кор. 김우진; нар. 8 квітня 1997, Пучхон, провінція Кьонгі, Південна Корея), також знаний як Уджін (кор. 우진) — південнокорейський співак компанії 10х. У серпні 2021 року він випустив свій дебютний мініальбом The Moment: A Minor із заголовною композицією «Ready Now». Колишній учасник бой-бенду Stray Kids.

## Життепис

### Стажування та дебют зі Stray Kids
Кім У Джін народився 8 квітня 1997 року в Пучхоні, провінція Кьонгі, Південна Корея. Закінчив School of Performing Arts Seoul (SOPA).
У Джін був трейні у SM Entertainment протягом одного року, де він практикувався з іншими трейні компанії, які потім дебютували як частина NCT.
11 жовтня 2017 року він був представлений як трейні JYP Entertainment. Він брав участь в однойменному реаліті-шоу Mnet на виживання, щоб дебютувати у складі майбутнього бой-бенду Stray Kids, як вокаліст. У рамках шоу гурт створив сингл «Hellevator», який став доступним на цифрових музичних магазинах 1 листопада. Склад із дев'яти учасників був затверджений в останньому епізоді реаліті-шоу.
8 січня 2018 року Stray Kids випустили свій пре-дебютний мініальбом Mixtape. Їхній офіційний дебютний мініальбом I Am Not та його заголовна композиція «District 9» вийшли 26 березня 2018 року.
28 жовтня 2019 року JYP Entertainment оголосили про те, що Кім Уджін покидає гурт та його ексклюзивний контракт був розірваний, посилаючись на особисті обставини.

### Сольна кар'єра
У січні 2020 року, в новоствореному акаунті Instagram, опублікував пост із фразою «Кім У Джін перезапуск». У травні він провів фан-зустріч, а у серпні підписав контракт з новоствореним лейблом 10x Entertainment, ставши першим його виконавцем. Напередодні свого сольного дебюту, Кім випустив пре-дебютний цифровий сингл «Still Dream», 8 липня 2021 року. Його дебютний мініальбом The Moment: A Minor із заголовною композицією «Ready Now» вийшли 8 серпня.

## Звинувачення в сексуальних домаганнях
У вересні 2020 року Уджіна було звинувачено в сексуальних домаганнях з боку невідомих жінок, ці звинувачення були опубліковані на платформі Twitter. Одна з обвинувачів стверджувала, що, попри відмову від його залицянь, Кім намагався доторкнутися до неї та її подруги. В іншому випадку, користувачка стверджувала, що зустріла Уджіна в барі 29 квітня. Вона засвідчила, що, відмовивши йому після словесних та фізичних залицянь, він підвищив на неї голос та використовував лайливі слова в її адресу. Користувачка завантажила фотографію пляшок з алкоголем між нею та тулубом чоловіка навпроти неї, якого вона ідентифікувала як Уджіна. Вона посилалася на фотографію в Instagram, облікового запису Кіма, на якій він був одягнений у схожу сіру кофту, пост із цією фотографією був опублікував у день інциденту. Уджін спростував звинувачення, заявивши, що він «ніколи навіть не зустрічався з цією людиною» і «ніколи не був у місцях, які вони згадували». Він подав позов до столичної поліції Сеула проти осіб за наклеп в його сторону.
Розслідування встановило, що алкогольним напоєм на фото був віскі Glenburgie, який був доступний у Південній Кореї з кінця 2019 року і допоміг звузити їх пошук через обмежену доступність на той час. Під час пошуку в хештегах Instagram під назвою віскі вони змогли ідентифікувати оригінальний пост із фотографією. Було встановлено, що зображення було взято з облікового запису, який не мав жодного зв'язку з Уджіном. Отримавши записи камер відеоспостереження з бару тієї ночі, було зроблено висновок, що фотографія, зроблена 31 серпня 2020 року, була зроблена одним із двох чоловіків за столом, жоден з яких не був Уджіном. Розслідування також виявило, що один з обвинувачів, який поширював дезінформацію та особа, яка поширювала звинувачення, були громадянами Бразилії та антифанатами Кіма. У липні 2021 року 10x Entertainment опублікувала документальний фільм під назвою Finger Killer, в якому розглядалися помилкові звинувачення у сексуальних домаганнях, висунутих проти Уджіна.

## Дискографія

### Мініальбоми
| Назва альбому                | Деталі                                                                                            | Найвища позиція | Продажі |
| Назва альбому                | Деталі                                                                                            | Gaon            | Продажі |
| ---------------------------- | ------------------------------------------------------------------------------------------------- | --------------- | ------- |
| The Moment: A Minor (未成年) | - Реліз: 5 серпня, 2021 - Лейбл: 10x, Genie Music, Stone Music - Формат: CD, цифрове завантаження | 7               | 15,448  |

### Сингли
| Композиція    | Рік  | Альбом                       |
| ------------- | ---- | ---------------------------- |
| «Still Dream» | 2021 | The Moment: A Minor (未成年) |
| «Ready Now»   | 2021 | The Moment: A Minor (未成年) |

### Саундтреки
| Композиція                             | Рік  | Дорама                           |
| -------------------------------------- | ---- | -------------------------------- |
| «Because It's You» (너니까; Neo Nikka) | 2021 | Let Me Be Your Knight OST Part.1 |

## Фільмографія
| Рік  | Заголовок  | Формат/участь        | Примітки |
| ---- | ---------- | -------------------- | -------- |
| 2017 | Stray Kids | реаліті-шоу, учасник | [ 3 ]    |

| Рік  | Заголовок     | Формат/участь        | Примітки |
| ---- | ------------- | -------------------- | -------- |
| 2021 | Finger Killer | Документальний фільм | [ 17 ]   |